# Exetastes caliginosus
Exetastes caliginosus är en stekelart som först beskrevs av Walley 1931.  Exetastes caliginosus ingår i släktet Exetastes och familjen brokparasitsteklar. Inga underarter finns listade i Catalogue of Life.